# Boombrug (brugtype)
Een boombrug of eekhoornbrug is een brugtype dat dieren in staat stelt om een weg te laten kruisen.
Een boombrug bestaat uit een diversiteit aan verbindingsvormen tussen de bomen aan weerszijden van de weg waarover de dieren kunnen trekken. Via de touwen en/of andere constructies kunnen dieren zoals eekhoorns en boommarters de andere zijde van de weg bereiken.

## Nederland
In Nederland bevindt zich een boombrug over de A12 bij hectometerpaal 73,9. Deze brug werd geplaatst in 2004. Andere types zijn te vinden in Amsterdam, Otterlo , Nunspeet en Den Haag. Die in Amsterdam en Otterlo bestonden daarbij uit twee scheepstouwen met daartussen een kunststof mat, een soort hangbrug tegen relatief lage kosten. In Nunspeet en Den Haag kwamen metalen bouwsels van respectievelijk 40.000 en 150.000 euro, terwijl niet veel later werd geconstateerd dat van die laatste twee nauwelijks gebruik werd gemaakt.
Overigens kent Den Bosch een brug met de naam Boombrug.

## België
In België bevindt zich een dergelijke brug over de Brusselse ring, bovenop signalisatie tussen het op- en afrittencomplex Groenendaal en de grens met het Brussels Hoofdstedelijk Gewest. Deze brug werd geplaatst op 11 juli 2013.

## Afbeeldingen

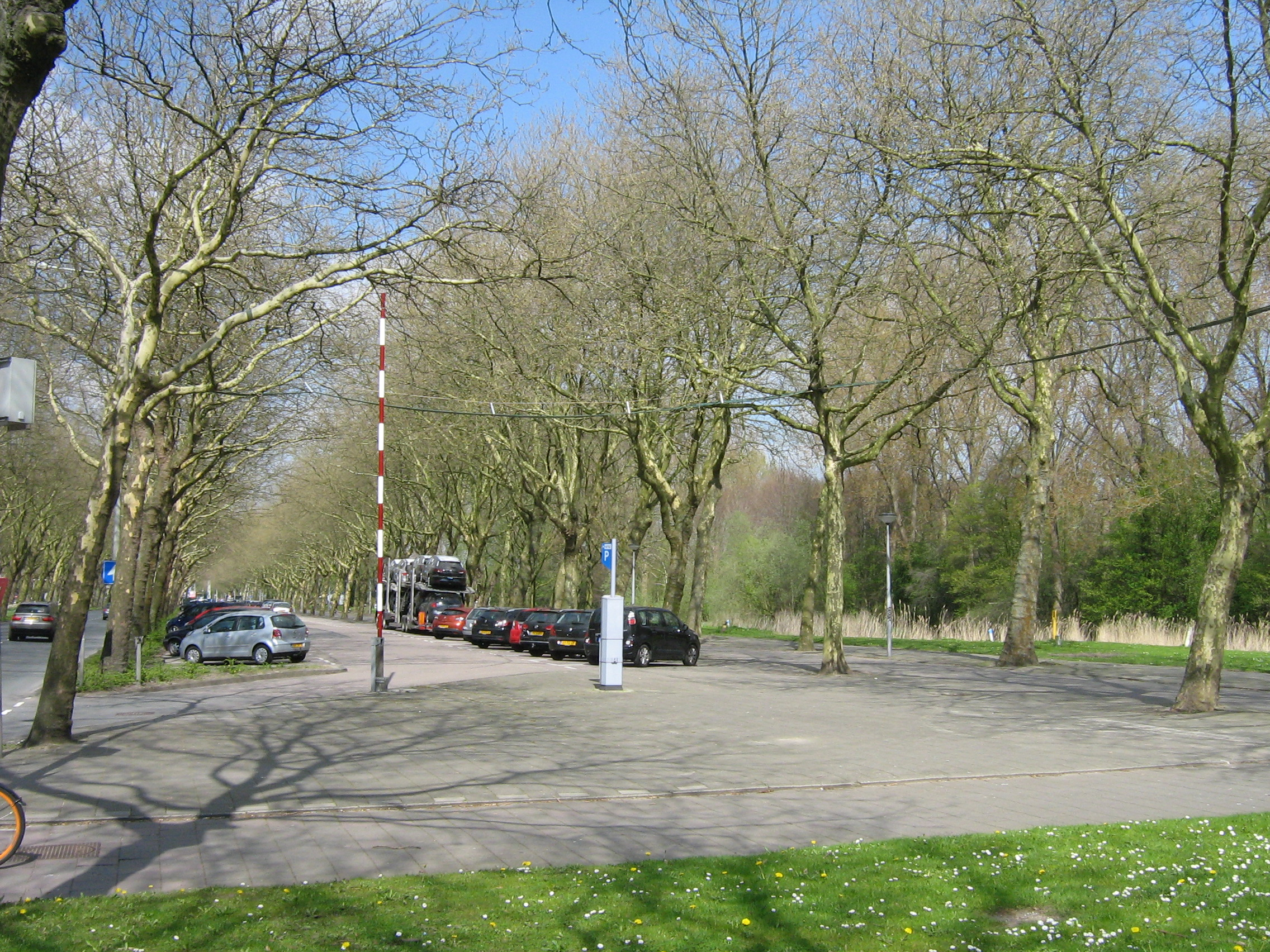
Een van de bruggen in Amsterdam over de Europaboulevard
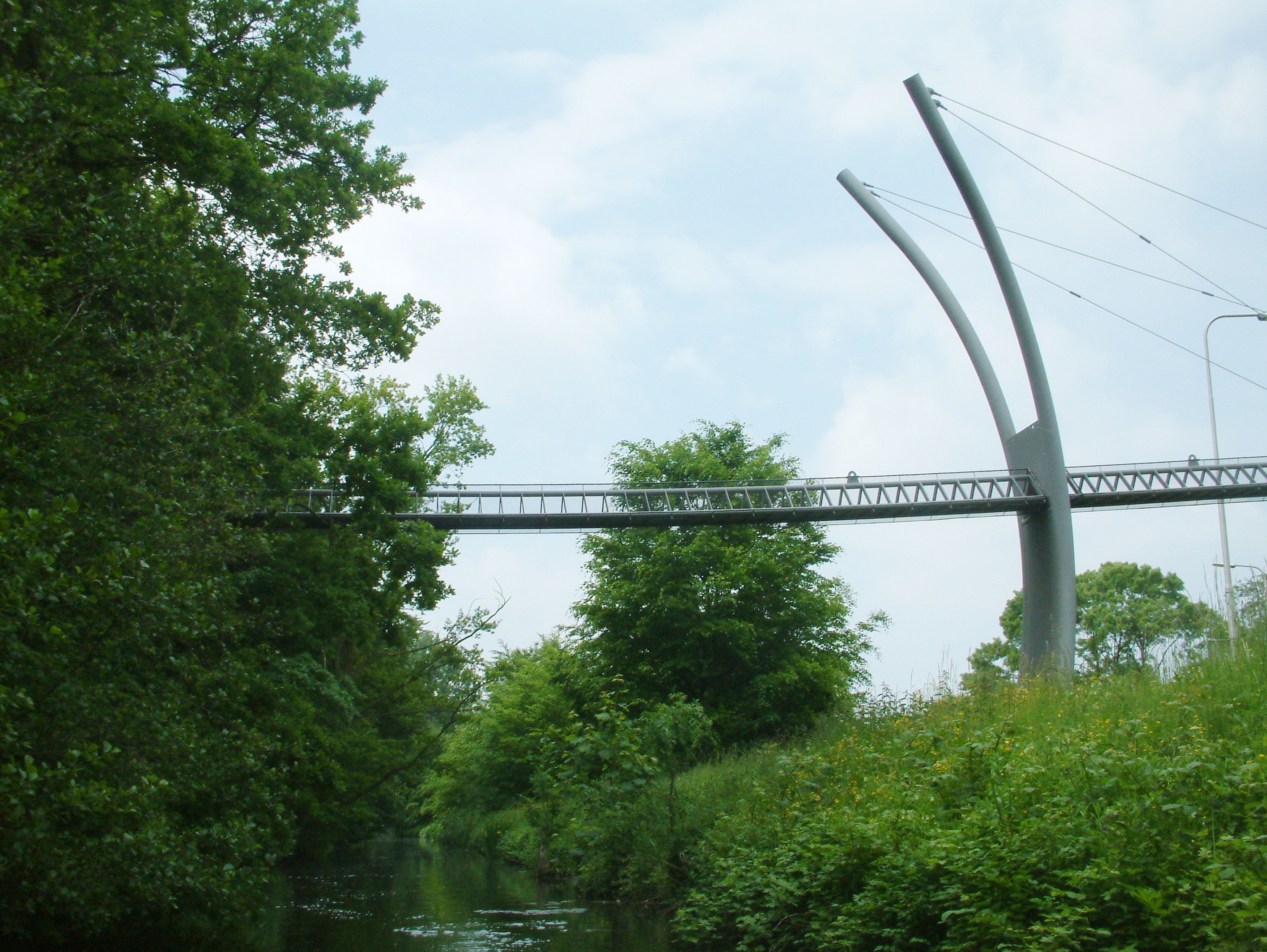
De brug aan de Benoordenhoutseweg in Den Haag
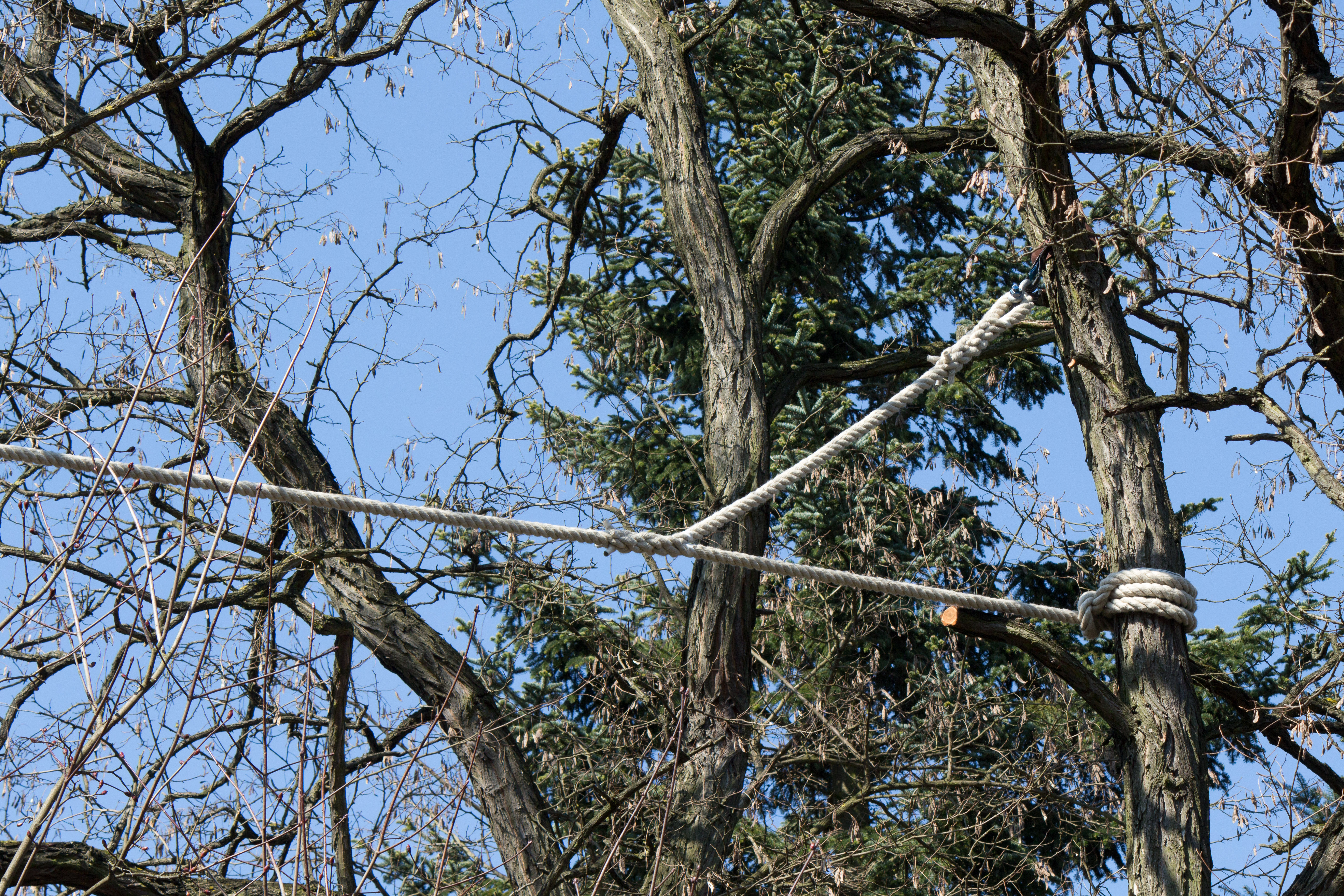
Eekhoornbrug in Berlijn
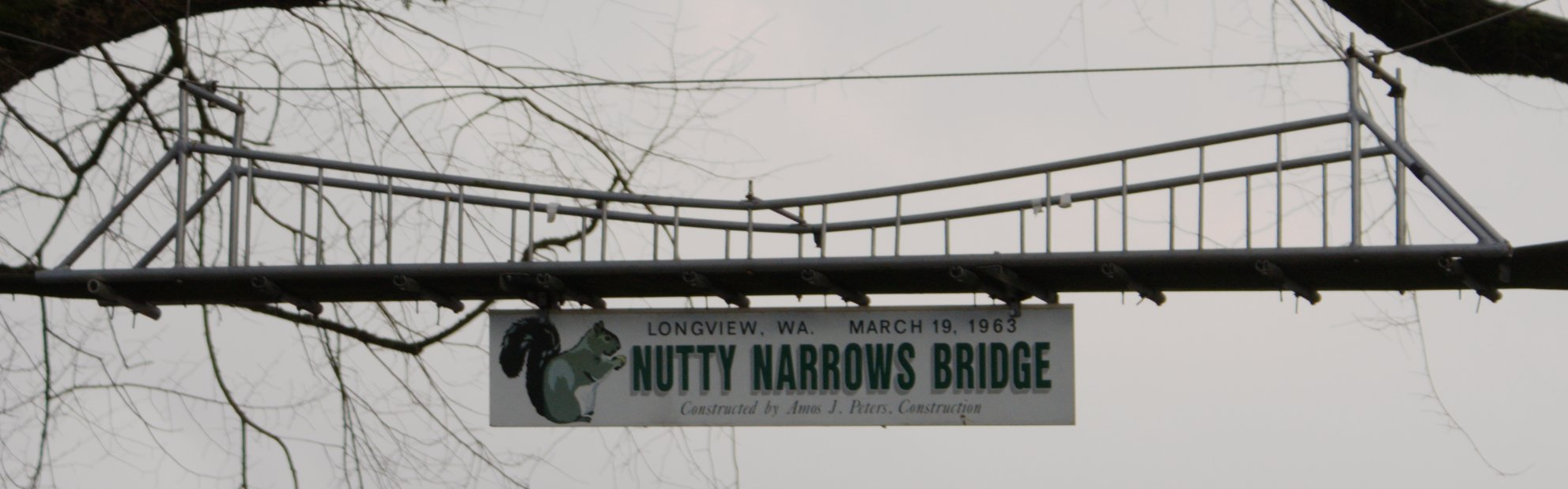
Eekhoornbrug in Longview (Washington)